# 江西省 (中華民国)
江西省（こうせいしょう）は、かつて中華民国に存在した省。現在の中華人民共和国江西省に相当する。

## 管轄区域
東は浙江省、北は安徽省及び湖北省、西は湖南省、南は広東省に接していた。

## 行政沿革
1911年（宣統3年）、辛亥革命が勃発すると省域には多くの軍政府が設置された。主要なものとしては10月24日に九江新軍による九江軍政分府が、11月1日には南昌新軍により南昌軍政分府が設置されている。これ以外にも袁瑞臨三路都督、鄱陽都督、贛州都督、萍郷都督などが成立している。1912年（民国元年）、各軍政府は解体され、江西都督が全省の軍政を掌握、12月には民政長を任命し下部に内務、財政等の各司が設置されている。1914年（民国3年）5月、民政長は巡按使と、1916年7月には省長と改称されている。
1916年（民国15年）11月12日、国民党江西省党部は江西省臨時政治委員会を組織したが、3月26日には武漢国民政府により江西省政府が設置され、2つの行政組織が並存することとなった。9月、武漢政府が南京政府に合流すると、江西省は南京国民政府に帰属した。
1937年（民国26年）、日中戦争が勃発すると江西省は日本軍により占領、汪兆銘政権の統治下におかれた。1945年（民国34年）の日本の敗戦と汪兆銘政権の崩壊により中華民国は施政権を回復したが、1949年（民国38年）5月22日に省会の南昌市が中国共産党により「解放」され、中華民国は実効支配権を喪失している。

## 省会
省会は当初南昌県に設置されたが、1938年（民国27年）以降は南昌市に移された。

## 歴代省長
| 代 | 氏名   | 就任日     | 退任日 |
| -- | ------ | ---------- | ------ |
| 1  | 李烈鈞 | 1912年3月  | -      |
| 2  | 黎元洪 | 1913年6月  | -      |
| 3  | 李純   | 1913年9月  | -      |
| 4  | 陳光遠 | 1917年8月  | -      |
| 5  | 蔡成勲 | 1922年6月  | -      |
| 6  | 方本仁 | 1924年12月 | -      |
| 7  | 鄧如琢 | 1926年3月  | -      |
| 8  | 鄭俊彦 | 1926年10月 | -      |
| 9  | 朱培徳 | 1927年4月  | -      |
| 10 | 魯滌平 | 1927年9月  | -      |
| 11 | 熊式輝 | 1931年12月 | -      |
| 12 | 曹浩森 | 1942年2月  | -      |
| 13 | 王陵基 | 1946年3月  | -      |
| 14 | 胡家鳳 | 1948年4月  | -      |
| 15 | 方天   | 1949年1月  | -      |

## 行政区画

### 道制
民国建国当初は清代の道は廃止され、1913年（民国2年）8月に贛北道、1914年（民国3年）4月に贛南道が設置された。同年5月、道制の施行に伴い贛南、潯陽、豫章、廬陵の4道が設置された。1927年（民国16年）、北伐軍が江西省を占領すると道制は廃止されている。
- 贛南道
- 潯陽道
- 豫章道
- 廬陵道

### 県級行政区画
中華人民共和国成立直前の管轄行政区画は下記の1市81県。（50音順）
- 市
  - 南昌市
- 県
  - 安遠県
  - 安義県
  - 安福県
  - 雩都県
  - 永修県:清代の建昌県。1914年1月改称。
  - 永新県
  - 永豊県
  - 鉛山県
  - 横峰県:清代の興安県。1914年1月改称。
  - 会昌県
  - 贛県
  - 貴渓県
  - 宜黄県
  - 宜春県
  - 宜豊県:清代の新昌県。1914年1月改称。
  - 吉安県:清代の廬陵県。1914年1月改称。
  - 吉水県
  - 九江県:清代の徳化県。1914年1月改称。
  - 峡江県
  - 玉山県
  - 金渓県
  - 虔南県
  - 高安県
  - 興国県
  - 広昌県
  - 広豊県
  - 湖口県
  - 資渓県:清代の瀘渓県。1912年10月改称。
  - 修水県:辛亥革命後に義寧県として成立。1914年1月改称。
  - 上高県
  - 上饒県
  - 上猶県
  - 尋鄔県:清代の長寧県。1914年1月改称。
  - 新淦県
  - 新建県
  - 新喩県
  - 進賢県
  - 信豊県
  - 瑞金県
  - 瑞昌県
  - 遂川県:清代の竜泉県。1914年1月改称。
  - 崇義県
  - 崇仁県
  - 靖安県
  - 清江県
  - 星子県
  - 石城県
  - 大庾県
  - 泰和県
  - 定南県
  - 東郷県
  - 銅鼓県
  - 徳安県
  - 徳興県
  - 都昌県
  - 南康県
  - 南城県
  - 南昌県
  - 南豊県
  - 寧岡県:清代の永寧県。1914年1月改称。
  - 寧都県
  - 鄱陽県
  - 万安県
  - 万載県
  - 万年県
  - 武寧県
  - 浮梁県
  - 分宜県
  - 萍郷県
  - 豊城県
  - 奉新県
  - 彭沢県
  - 弋陽県
  - 余江県:清代の安仁県。1914年1月改称。
  - 余干県
  - 楽安県
  - 楽平県
  - 竜南県
  - 臨川県
  - 黎川県:清代の新城県。1914年1月改称。
  - 蓮花県